# Constantin Rădulescu
Pour les articles homonymes, voir Radulescu.
Constantin Rădulescu, né le 23 février 1932 à Bucarest et mort le 27 juin 2002 dans la même ville, est un spéléologue et paléontologue roumain. Il est membre de l'Académie roumaine.

## Biographie
Constantin Rădulescu naît le 23 février 1932 à Bucarest.